# Monte Rinaldo
Monte Rinaldo (Monranallo o Montranallu in dialetto fermano) è un comune italiano di 305 abitanti della provincia di Fermo nelle Marche.
Il centro storico è medievale, circoscritto all'interno delle mura che corrono intorno alla piazza dove sono situati Palazzo Giustiniani e la Torre Civica. Poco lontano dal centro storico si trova l'area archeologica "La Cuma".

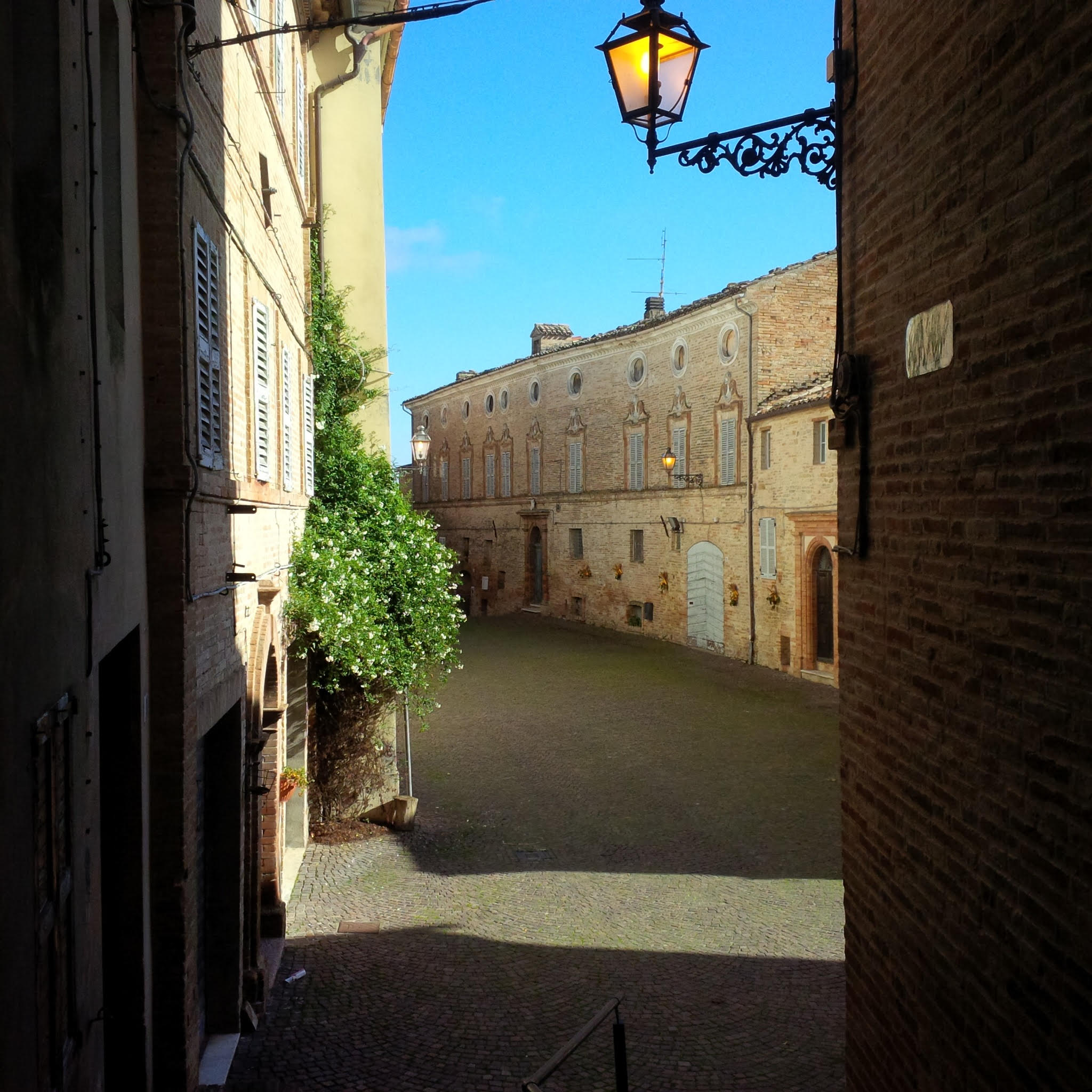
Piazza Umberto I - Palazzo Giustiniani

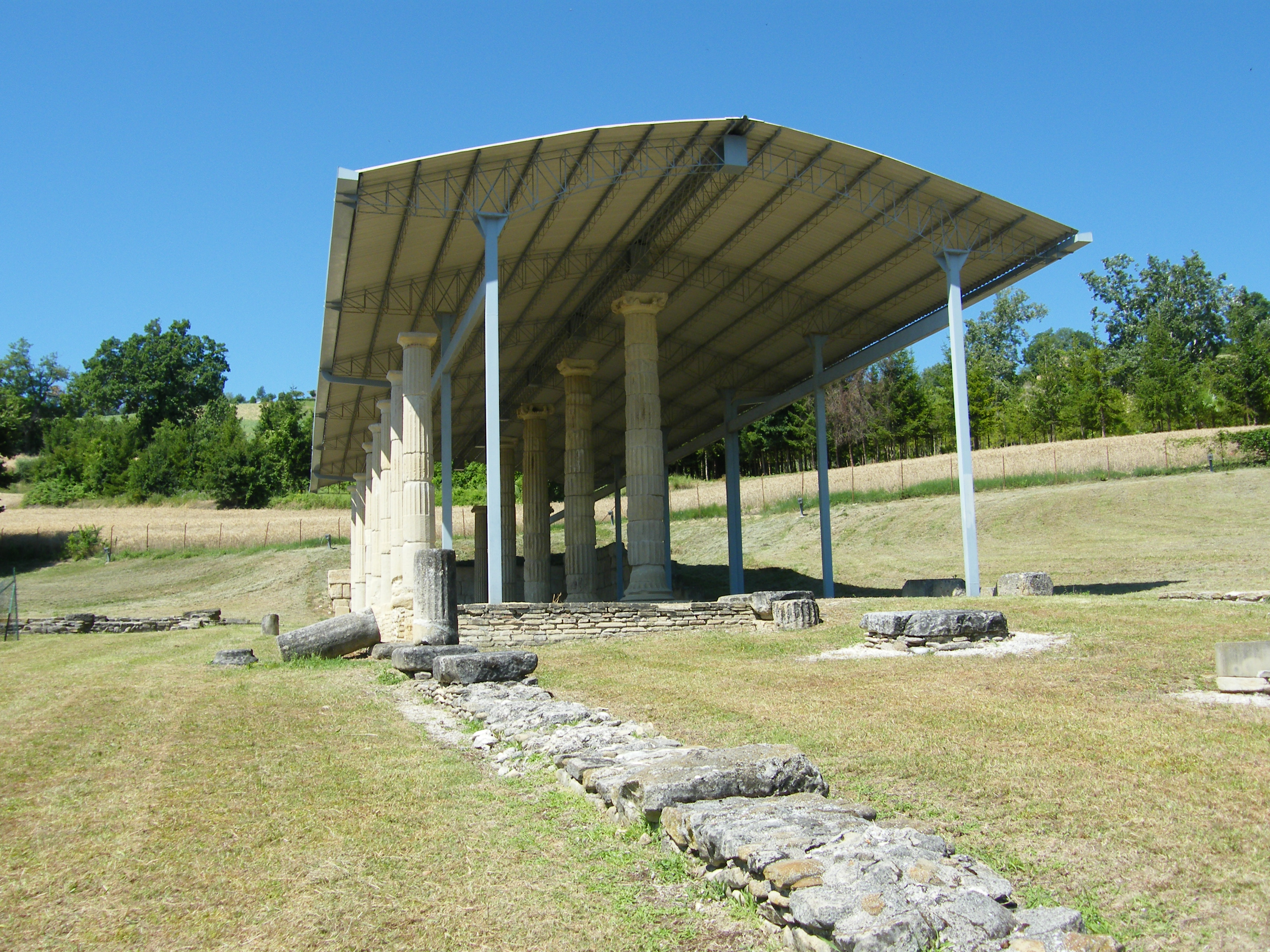
Area archeologica "La Cuma"

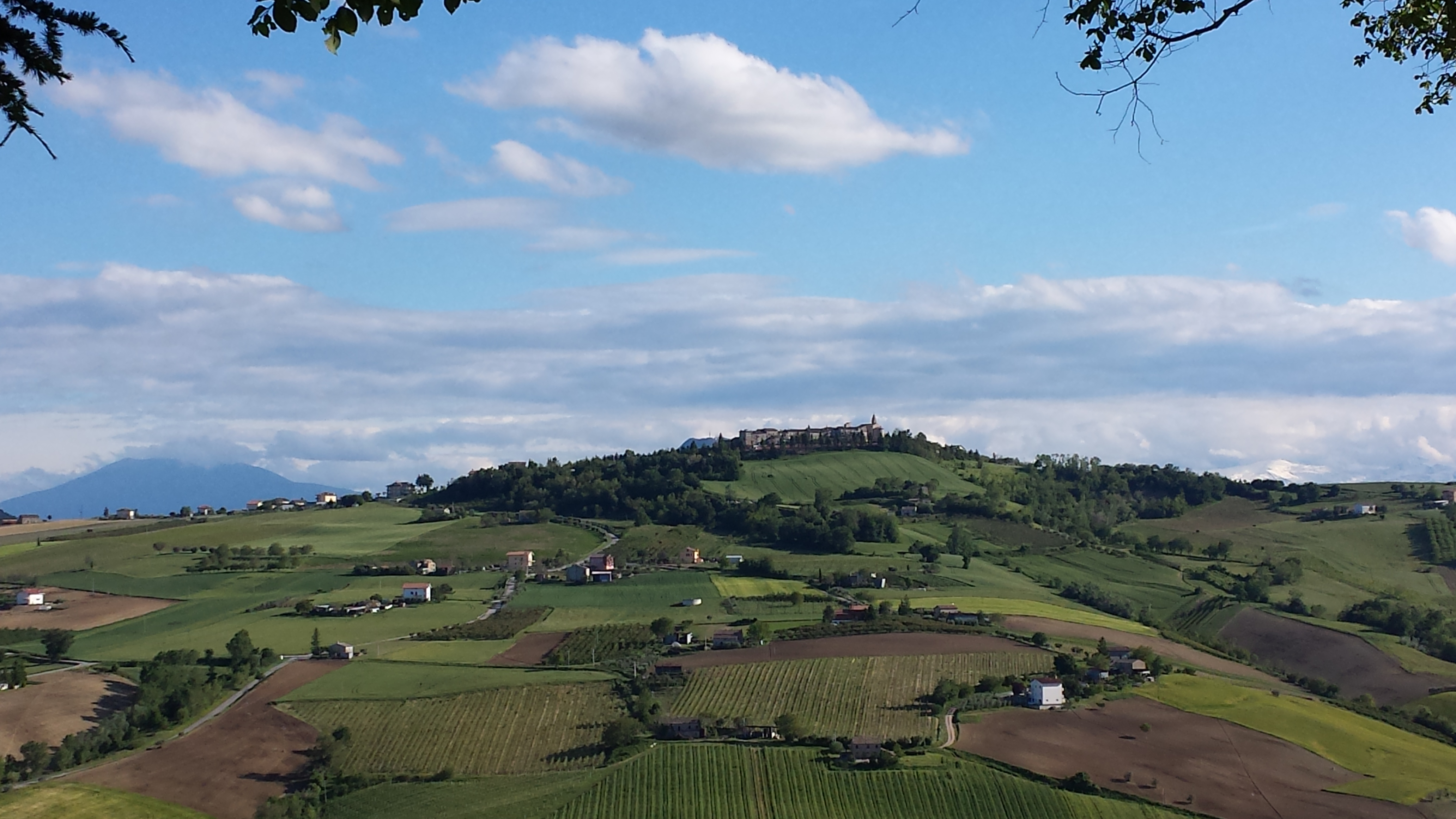
Panoramica

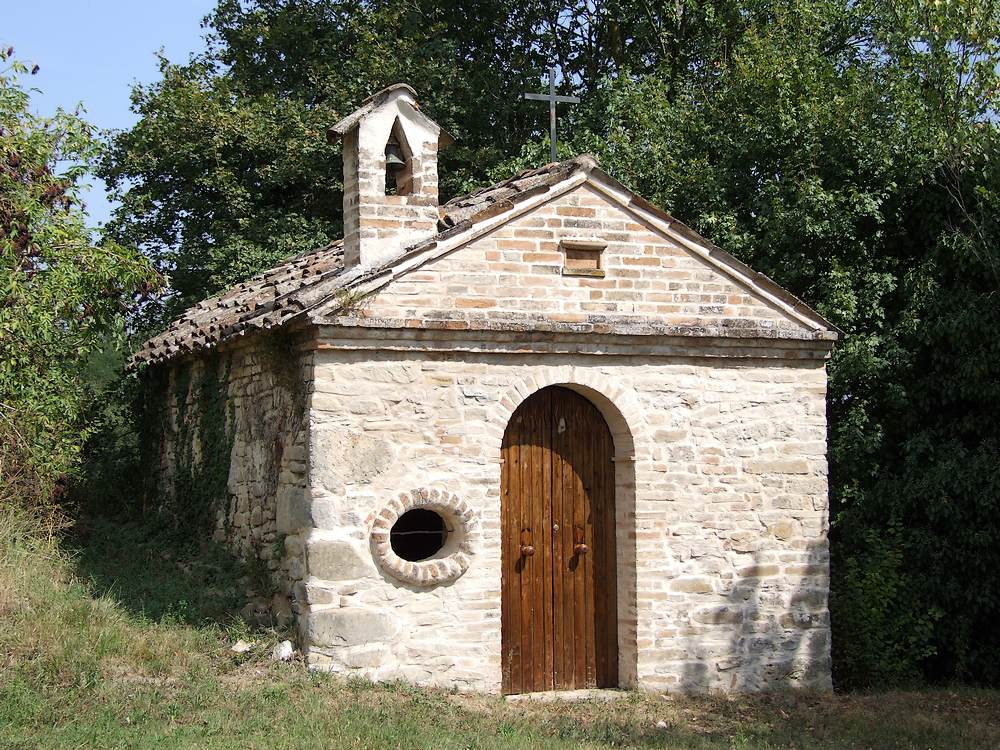
Chiesa di Sant'Anna di Monte Rinaldo

## Geografia fisica
Questo comune si erge su tre colli tra la valle del fiume Aso e la valle del fiume Ete vivo, a metà strada tra il mare Adriatico e i Monti Sibillini.

## Storia
Nel primo millennio a.C., i Piceni, emigrati dalla Sabina, colonizzando il territorio collinare.
In seguito a varie alleanze con i Romani e alla Terza guerra Sannitica, nel III secolo a. C. il territorio passa a poco a poco sotto il controllo di Roma, come testimoniano i resti archeologici del santuario ellenistico- romano, situato oggi nella zona La Cuma e datato al II secolo a. C.
In età longobarda, la sua posizione rese possibile lo sviluppo di attività agricolo-commerciali. Dai resti dell'insediamento romano, posto nei pressi del fiume Indaco, nacquero i centri fortificati del territorio che risalgono al VI secolo.
La storia del nucleo abitativo moderno di Monte Rinaldo inizia successivamente, nei primi anni del 1000, quando si intreccia con quello di Monsampietro Morico. Il normanno  Malugero Melo, figlio di Drogone d'Altavilla, conte delle Puglie, in fuga con la madre Porzia raggiunse le terre fermane, dove sposò una certa Mòrica, e la coppia ebbe tre figli, uno dei quali di nome Rinaldo.
Malugero costruì un castello situato nell'attuale territorio comunale e lo affidò proprio a Rinaldo. Intorno ad esso vennero eretti pievi, castelli, monasteri e borghi, cosicché il centro storico, a partire dal piccolo insediamento franco-longobardo, si espande intorno al XII secolo.
Il territorio di Monte Rinaldo, essendo una zona di frontiera, nel medioevo, fu conteso dal ducato di Fermo, dalla città di Ascoli e dai monaci farfensi della vicina Santa Vittoria.
Il primo documento che menziona Monte Rinaldi è la donazione Rainberga del 1032, con cui la badessa di un monastero di Petritoli dona il castello all'abbazia di Montecassino.
Nella seconda metà del XIII secolo, Monte Rinaldo dipendeva da Fermo. In seguito ha vissuto le vicende degli altri centri abitati della zona: come la nascita dei comuni, la dipendenza secolare dalla città di Fermo, il dominio dello Stato Pontificio, l'invasione napoleonica, fino alla proclamazione dell'Unità d'Italia nel 1861.

### Simboli
Lo stemma comunale si blasona:
Il gonfalone è un drappo di azzurro.

## Monumenti e luoghi d'interesse
I monumenti principali presenti all'interno dell'area sono un santuario risalente all'età tardo repubblicana (II-I secolo a. C.) e l'annesso portico a due navate. Le strutture sono paragonabili a quelle presenti ad Ancona e Palestrina.

### Architetture religiose

#### Chiesa del Santissimo Sacramento e Rosario
In passato era dedicata alla Madonna della Misericordia. Nel 1741, in occasione della visita dell'arcivescovo di Fermo Alessandro Borgia, le Confraternite del Sacramento e del Rosario fecero ricostruire l'edificio, portato a termine nel 1758.

La facciata ha forme barocche. Sui fianchi laterali sono presenti dei contrafforti, elementi verticali destinati a rafforzare l'opera muraria, tra i quali si aprono le finestre.

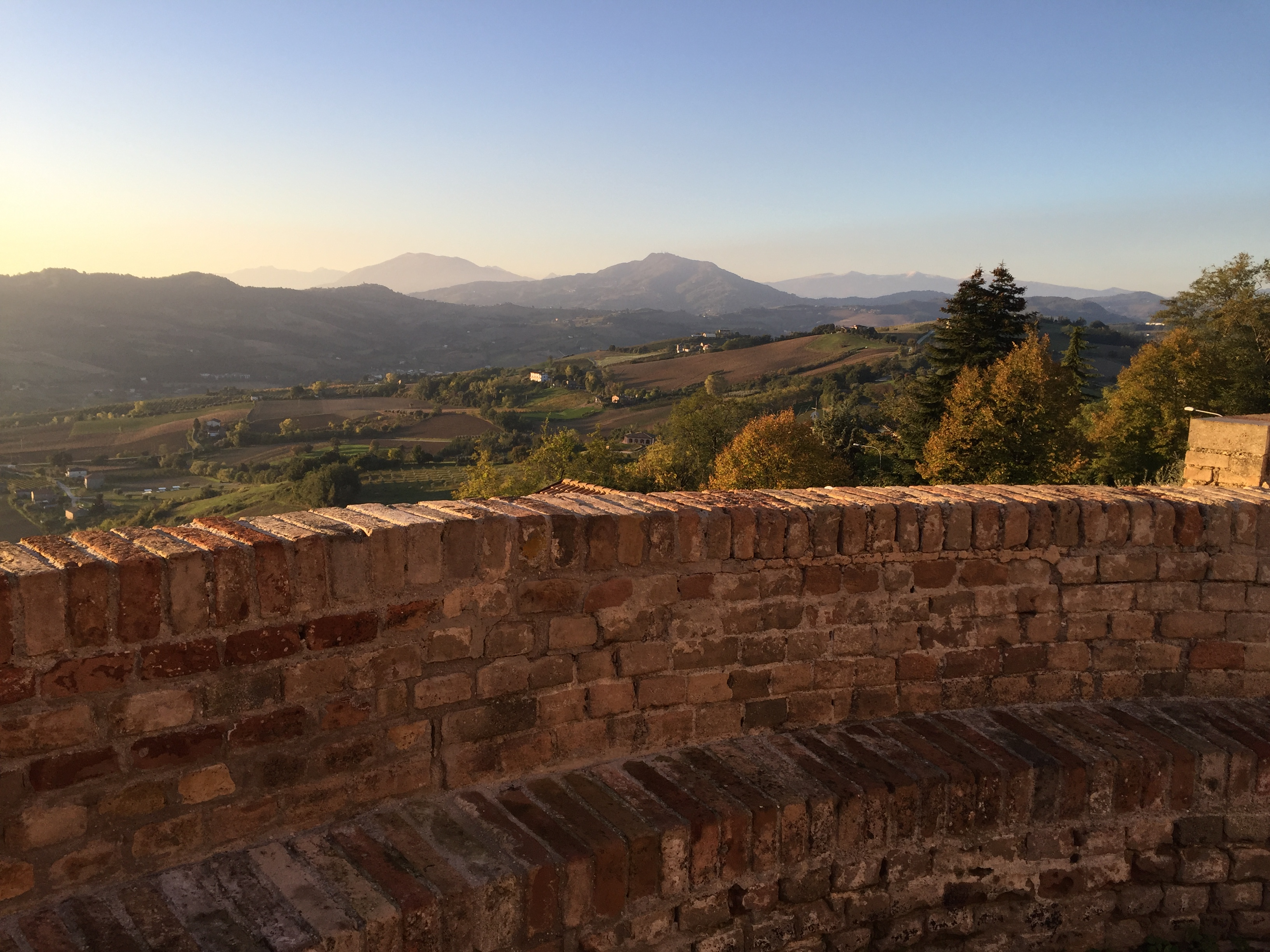
Veduta della Val d'Aso da Monte Rinaldo

All'interno è presente un'unica navata con due cappelle per lato. Le pareti sono ritmate da elementi architettonici decorativi. La controfacciata presenta strutture lignee con pitture di Antonio Liozzi. Dietro l'altare maggiore è collocata la tela raffigurante la Madonna del Rosario e i Santi Domenico e Caterina da Siena.
L'organo dipinto è della metà del XVIII secolo ed è attribuito a Giuseppe Attilli.

#### Chiesa di San Leonardo e Flaviano
È il luogo di culto più importante di Monte Rinaldo. Da alcuni documenti risulta che è stata costruita nel 1100. In realtà prima ci sono testimonianze di due chiese distinte nel paese, una dedicata a San Leonardo e una a San Flaviano, l'unione dei due titoli è avvenuta nel XVI secolo, quando l'edificio posto vicino alle mura è stato ristrutturato. All'inizio del 1800 all'interno della chiesa esistevano cinque altari, in seguito a lavori di ristrutturazione vennero ridotti a tre. Era presente anche un campanile con tre campane.
Nel 1930 una lettera evidenziava che il tetto risultava fortemente lesionato e fu approvato un progetto che rimosse le cause del deterioramento: il campanile e due altari. La struttura ha così assunto l'aspetto che ha oggi.

#### Chiesa di Santa Maria della Neve
Situata in località La Cuma, è stata edificata nel 1695 con il sostegno economico di Giuseppe Morelli, come ricorda la targa presente sul muro della facciata. Probabilmente fu costruita per richiedere l'intercessione della Madonna affinché proteggesse i campi dalla grandine, infatti ancora oggi viene invocata per la protezione dei raccolti.
Presenta una sola navata in fondo alla quale c'è un altare sul quale è presente un dipinto raffigurante la Madonna, San Giuseppe e Sant’Antonio.
La struttura è addossata alla casa colonica di Luigi Antognozzi, proprietario anche del luogo di culto. Antognozzi negli anni ha provveduto al restauro e alla manutenzione della chiesa.
Ogni anno il 10 giugno si celebra la festa della Madonna della Neve.

#### Chiesa di Sant'Anna
La formella presente sulla facciata dell'edificio ricorda che fu costruita nel 1779 da un privato cittadino, Pasquale Traini. Egli assegnò una donazione di 25 scudi con l'obbligo di celebrare tre messe durante il corso dell'anno: alla ricorrenza delle feste di Sant’Anna, di San Pasquale e il 3 novembre.
Si trova nelle prossimità del torrente Indaco ed è stata realizzata con laterizi e pietra del fiume.
Secondo il racconto di alcuni contadini della zona, non lontano dalla chiesa di Sant'Anna, sarebbe anticamente esistita la chiesa di Sant’Andrea, confermata da diversi documenti. Probabilmente, in seguito a calamità naturali l'edificio ha riportato lesioni strutturali tali da indurne l'abbattimento.

#### Chiesa del Santissimo Crocefisso
È stata edificata nella prima metà del XII secolo e ricostruita nel 1662, è probabile sia stata la prima chiesa parrocchiale di Monte Rinaldo. Originariamente è stata dedicata a San Flaviano e successivamente a Santa Maria del Soccorso.
La struttura è in stile romanico e presenta sulla facciata dei grossi blocchi di tufo simili a quelli presenti nell'area archeologica. All'interno erano presenti quattro altari che nel XIX secolo, in seguito a modifiche strutturali, sono stati ridotti a due, uno di stucco in stile barocco e uno intagliato interamente in legno.
L'edificio è oggi sede del Museo civico archeologico.

### Architetture civili

#### Palazzo Giustiniani
L'edificio si inserisce sulla cinta muraria meridionale, i cui resti sono chiaramente individuabili sulla facciata sud. Palazzo Giustiniani mantiene nel suo insieme le caratteristiche tipiche delle residenze signorili dei piccoli centri del fermano e rappresenta una porzione significativa del perimetro della piazza di Monte Rinaldo per le sue particolarità architettoniche come ad esempio le aperture ovali e quelle del piano nobile riccamente decorate.
Il manufatto si sviluppa su quattro livelli e nasce dall'accorpamento di cellule edilizie preesistenti uniformate in facciata nei primi decenni del Settecento grazie all'intervento della famiglia Giustiniani.
Degno di nota il piano nobile, residenza vera e propria della famiglia Giustiniani, caratterizzato da importanti decorazioni parietali e solai in legno dipinti.

### Archeologia

#### Area archeologica La Cuma
Si trova sul versante settentrionale della Val d'Aso e prende il nome dalla località in cui è situata.

## Società

### Evoluzione demografica
Abitanti censiti

## Cultura

### Museo civico archeologico
È situato nell'ex chiesa del SS. Crocefisso e raccoglie i reperti provenienti dall'area archeologica poco distante. Fanno parte della collezione i rivestimenti architettonici, ceramiche di epoche differenti, oggetti in bronzo ed ex-voto dedicati alle divinità.

### Cucina
Monte Rinaldo è nota per un prodotto gastronomico di nicchia: la bistecca di castrato.
Dal 1931 è prodotto il formaggio pecorino caratterizzato dal sapore aromatico datogli dal serpillo, un'erba che cresce spontanea nella Val d'Aso, fondamentale nutrimento per gli ovini che producono questo particolare pecorino.
Altri importanti piatti della gastronomia monterinaldese sono la porchetta, fatta con maiali grassi e i fegatelli di maiale al forno. Quest'ultimo è un piatto preparato già nei primi anni del Novecento con le interiora e il sangue del maiale, cotti al forno e conditi con il sugo della porchetta.
La zona è inoltre ricca di frutta e verdura prodotta nella Valle. Anche qui, come in tutto il fermano, viene prodotto un particolare vino, chiamato vino cotto, un mosto di uve fatto cuocere in pentoloni di rame.

## Amministrazione
| Periodo        | Periodo        | Primo cittadino    | Partito                                | Carica  | Note   |
| -------------- | -------------- | ------------------ | -------------------------------------- | ------- | ------ |
| 11 giugno 1985 | 7 giugno 1990  | Fausto Valori      | Democrazia Cristiana                   | Sindaco | [ 11 ] |
| 7 giugno 1990  | 24 aprile 1995 | Armindo Cuccù      | Partito Socialista Italiano            | Sindaco | [ 11 ] |
| 24 aprile 1995 | 14 giugno 1999 | Armindo Cuccù      | Centro-sinistra                        | Sindaco | [ 11 ] |
| 14 giugno 1999 | 14 giugno 2004 | Armindo Cuccù      | Lista civica                           | Sindaco | [ 11 ] |
| 14 giugno 2004 | 8 giugno 2009  | Marcello Vallorani | Lista civica                           | Sindaco | [ 11 ] |
| 8 giugno 2009  | 26 maggio 2014 | Marcello Vallorani | Lista civica                           | Sindaco | [ 11 ] |
| 26 maggio 2014 | 27 maggio 2019 | Gianmario Borroni  | Lista civica Monte Rinaldo bene comune | Sindaco | [ 11 ] |
| 27 maggio 2019 | 10 giugno 2024 | Gianmario Borroni  | Lista civica Monte Rinaldo in comune   | Sindaco | [ 11 ] |
| 10 giugno 2024 | in carica      | Gianmario Borroni  | Lista civica Monte Rinaldo in comune   | Sindaco | [ 11 ] |

### Altre informazioni amministrative
Fa parte della Zona Territoriale n. 11 di Fermo dell'Azienda Sanitaria Unica Regionale delle Marche (in sigla Z.T. n. 11 - A.S.U.R. Marche).

## Sport
L'A.S. Monte Rinaldo '05 è la società di calcio a 5 locale e disputa il campionato CSI; la squadra gioca le partite casalinghe presso il campetto del paese.